# (22650) 1998 OG12
1998 أو جي 12 (ويعرف أيضًا باسم (22650) 1998 أو جي 12 وفق تسمية الكوكب الصغير) (بالإنجليزية: 1998 OG12)‏ هو كويكب ضمن حزام الكويكبات؛ وترتيبه 22650 من حيث الاكتشاف.
اكتُشف هذا الجُرم الفلكي بواسطة جون بروفتون في 29 يوليو 1998.

## وصلات خارجية
- (22650) 1998 OG12 في قاعدة بيانات مختبر الدفع النفاث لأجرام النظام الشمسي الصغيرة

- الاكتشاف · مخطط المدار ·  العناصر المدارية · المعلمات المادية

- (22650) 1998 OG12 على موقع ويكي سكاي: DSS2, SDSS, GALEX, IRAS, Hydrogen α, X-Ray, Astrophoto, Sky Map, Articles and images